# Muzeul de Artă din Bacău
Muzeul de Artă din Bacău este un muzeu județean din Bacău, amplasat în Str. Nicolae Titulescu nr. 23. Secția de artă a muzeului deține o valoroasă colecție de pictură și sculptură. 
Alături de icoanele din secolele XVIII - XIX sunt expuse capodopere ale picturii de șevalet din România: Anton Chladek, Niccolò Livaditti, C. D. Rosenthal, Ion Negulici, Nicolae Grigorescu, Ioan Andreescu, Ștefan Luchian, Nicolae Vermont, Gheorghe Petrașcu, Theodor Pallady, Nicolae Tonitza, Francisc Șirato, Camil Ressu, Iosif Iser, Nicolae Dărăscu, Vasile Popescu, Dimitrie Ghiață, Henri Catargi, Nicu Enea.  
În spațiul destinat picturii contemporane întâlnim autori ca: Horia Bernea, Vasile Grigore, I. Boca. În expoziția permanentă a Secției de artă pot fi admirate și 210 lucrări de sculptură. 
Clădirea muzeului este o construcție nouă, ridicată în 1979, având arhitectura interiorului executată de arh. Cornel Dumitrescu.